# Fittipaldi FD03
La Copersucar-Fittipaldi FD03 fu una vettura di Formula 1 impiegata nella stagione 1975.

## Sviluppo
La vettura fu impiegata per la parte finale della stagione 1975, ed era un'ulteriore evoluzione della FD02. 

## Tecnica
Il mezzo fu disegnato da Richard Divila ed era equipaggiata con un telaio monoscocca In alluminio. Come propulsore era equipaggiato un Ford Cosworth DFV V8 gestito da un cambio Hewland FG 400 a cinque marce ed era gommato Goodyear. L'impianto frenante era costituito da quattro freni a disco.

## Attività sportiva
La FD03 venne schierata per la prima volta al GP d'Inghilterra e Wilson Fittipaldi  venne sostituito da Arturo Merzario per il GP d'Italia. Il miglior piazzamento fu il decimo posto ottenuto in gara da Fittipaldi al Gran Premio degli Stati Uniti 1975. Nella stagione successiva, la vettura venne portata in gara nel solo GP del Brasile nelle mani del pilota Ingo Hoffmann.